# The Counterfeiter
Pour plus de détails, voir Fiche technique et Distribution.
The Counterfeit est un film muet américain réalisé par William J. Bauman et sorti en 1913.

## Fiche technique
- Réalisation : William J. Bauman
- Durée : 20 minutes
- Dates de sortie : 
  - États-Unis : 21 février 1913

## Distribution
- Francis Ford
- Grace Cunard
- J. Barney Sherry
- Ann Little